# Ролкер
Ро́лкер (от англ. roll «катить»), или судно ро-ро; американское обозначение RORO или ro-ro (от roll-on/roll-off) — судно для перевозки грузов на колёсной базе (автомобили, грузовой транспорт, ж/д вагоны) и пассажиров. 
Принципиальное отличие данного вида судов заключается в горизонтальной загрузке/разгрузке через откидывающийся нос или (как правило) корму; такая конструкция называется «аппарель» либо «рампа».

## Типы
Различные типы судов включают паромы, грузовые суда и баржи. Большинство новых автомобилей перевозятся на больших судах типа ро-ро. Разновидность ролкера — трейлерное судно.
В отличие от судов в других областях перевозок, где количество перевозимого груза измеряется, как правило, в тоннах, на судах ро-ро этот показатель рассчитывается в метрах длины.

## Классификация
гражданские:
- ROPAX, RoPax (RORO + passenger) — способны принимать кроме грузов значительное количество пассажиров; часто имеют гараж.
- ConRO (container ship + RORO) — гибрид контейнеровоза и RORO; на внутренних палубах перевозят автомобили, а на верхней — ISO-контейнеры.
- RoLo (roll-on/lift-off) — часть грузов доступна через аппарель, а остальные — с помощью крана.
- Военные (танкодесантный корабль)

## Катастрофы
В 1980—1990-е годы произошла серия морских катастроф грузо-пассажирских паромов типа «ро-ро» (в том числе в Балтийском море).
Февраль 1982 года. Советский ро-ро сухогруз "Механик Тарасов" во время шторма затонул недалеко от берегов Канады. Из 37 человек экипажа спаслось лишь 5 человек. Остальные либо утонули, либо умерли от переохлаждения - уже после спасения.
Ночью 6 марта 1987 в бельгийском порту Зебрюгге затонул британский паром MS Herald of Free Enterprise, погибли 159 человек.
В ночь с 27 на 28 сентября 1994 года затонул паром «Эстония». Жертвами трагедии стали 852 человека (95 погибло и 757 пропали без вести).
Наиболее частой причиной таких катастроф было то, что в шторм ударами волн повреждались въездные или выездные ворота, из-за чего нарушалась их герметичность, и в трюм судна начинала поступать вода. Когда вода накапливалась, паром тонул настолько быстро, что спастись, как правило, удавалось только пассажирам из кают верхних палуб.
Для решения проблемы катастроф на многих таких паромах были заварены одни из ворот. Так что, если раньше автомобили в порту отправления въезжали через одни ворота, а в порту прибытия выезжали через другие, то теперь въезд и выезд производились только через одни ворота.
28 декабря 2014 года на морском пароме «Норман Атлантик» (ROPAX) начался пожар, повлёкший человеческие жертвы.
1 марта 2022 года, вследствие развившегося пожара, перевернулся и затонул ролкер «Felicity Ace».

## Прочее
Одно из судов типа «ролкер», получившее широкую международную известность — теплоход «Фаина», захваченный сомалийскими пиратами в сентябре 2008 года.